# Szczytówka
Szczytówka – końcowy element wędziska zakończony przelotką szczytową (tulipanem), służąca wędkarzowi do sygnalizacji brań, np. przy łowieniu feederem lub w metodzie spinningowej nadania przynęcie odpowiedniej akcji. Szczytówka jest także elementem amortyzującym w zestawie wędkarskim. W pewnym zakresie uniemożliwia rybie zerwanie żyłki. Od jej twardości pośrednio zależy także akcja wędziska.

## Rodzaje szczytówek
- zwykłe – szczytówki wykonane z tego samego materiału co wędzisko; nie są oddzielnie wklejane podczas produkcji wędziska. Włókna tworzące ją dalej przechodzą w pozostałą część blanku. Występują jako szczytówki pełne (przekrój koła lub pierścienia). Przekrój szczytówki zależy od materiałów użytych do produkcji. Wykonane z włókna szklanego są pełne. Włókna węglowe umożliwiają produkcje pierścieni o średnicy kilku milimetrów.

- wklejane – tzw. wklejanki, szczytówki wykonane z innego rodzaju materiału, zazwyczaj włókna szklanego lub węglowego, wklejonego w blank. Taki zabieg ma na celu zwiększenie czułości, bez konieczności osłabiania konstrukcji blanku, dzięki czemu pozostaje on mocny i sztywny. Szczytówki wklejane stosuje się w wędkach projektowanych do połowu sandaczy i okoni, które pobierają pokarm bardzo delikatnie. Najczęściej są to szczytówki pełne.

- wymienne – szczytówki stanowiące oddzielną część wędziska i nakładane na jego koniec. Rozwiązanie takie stosuje się w odmianie metody gruntowej zwanej „drgającą szczytówką”. Stosowane szczytówki różnią się sztywnością, którą dobiera się, biorąc pod uwagę sytuację na łowisku: prędkość przepływu wody w rzece (tzw. uciąg), siłę wiatru i wysokość fal w przypadku wody stojącej. Szczytówki wytwarzane są z włókna węglowego i szklanego. Włókno węglowe nadaje większa sztywność, co ułatwia obserwację brań – szczytówka nie jest wyginana przez prąd wody lub wiatr.